# 설화명곡역
설화명곡역(Seolhwa Myeonggok station, 舌化椧谷驛)은 대구광역시 달성군 화원읍 설화리와 명곡리에 걸쳐 있는 대구 도시철도 1호선의 전철역이다. 현재 1호선의 기점역이다. 이 역부터 안심역까지 지하 구간이다. 심야에 2편성이 주박한다. 천내천 하저터널로 화원역과 연결된다.
추후 대구산업선이 개통되면 환승역이 될 예정이다.

## 특징
현재 대구 도시철도 1호선의 기점으로, 화원교 하저터널로 화원역과 연결된다. 인근에 달성군여성문화복지센터, 농협하나로클럽 달성점, 달성중학교, 화원연세병원 등이 있다. 큰 사거리에 주택단지 인근에 역이 있어서 이용객이 꽤 있는 편이며, 옥포읍이나 논공읍 등에서 시내버스로 환승하여 이 역을 이용하는 승객들도 제법 있다. 설화리에 1~4번출구 / 8번 출구가, 명곡리에 5~7번 출구가 있으며, 성산리 쪽으로도 출구가 있다.

## 역명의 유래
설화명곡역은 설화리와 명곡리의 두 지명을 합친 역명이다.
이 역이 생기기 전에 역명에 대한 분쟁이 일어났었는데, 설화리 주민 측에서는 이 역이 설화리에 소재하고 있기 때문에 "설화역"이라고 해야 한다고 주장했고, 명곡리 주민 측에서는 이 역의 이용객이 설화리 보다 명곡리에서 더 많을 것이라고 하여 "명곡역"이라고 해야한다고 주장했다. 이 역명을 두고 두 마을 주민들이 대립을 하자 대구도시철도공사는 양측의 주장을 중용하여 두 지명을 합친 "설화명곡역"으로 역명을 최종 명명하였다. 
설화(舌化)의 경우 옛날에 이 마을에는 살구나무가 많이 자라고 있었는데 봄이 오면 살구꽃의 휘날림이 눈이 흩날리는 것과 같아서 설화(雪花)라고 하였는데, 조선 말에 일본인들이 이를 고쳐 써(舌化)로 표기하면서 현재의 설화(舌化)가 되었으며, 명곡(椧谷)의 경우 마을이 골짜기에 위치해 있고 그 모양이 홈과 같이 길고 좁게 생겼다고 하여 명곡(椧谷)이라 하였다.

## 역사
- 2016년 5월 31일 : 설화명곡역으로 역명 결정[1]
- 2016년 9월 8일 : 대구 도시철도 1호선 서편연장 구간 개통과 함께 종착역으로 영업 개시

## 역 구조
2면 2선의 상대식 승강장을 가진 지하역이다. 이
역 진입 전에 건넘선이 존재한다. 스크린도어가 설치되어 있다.

### 승강장
| 시·종착역 |
| \| 상     |
| ↓ 화원    |

| 상행 | ● 대구 도시철도 1호선 | 당역 종착                    |
| 하행 | ● 대구 도시철도 1호선 | 반월당·중앙로·안심·하양 방면 |

- 대합실을 통해, 반대편 승강장으로 이동이 가능하다.

## 역 주변
| 나가는 곳 | 방면                                                                                                   |
| --------- | --- |
| 1         | 농협 하나로클럽 달성점(달성유통센터)                                                                   |
| 2         | 달성군여성문화복지센터 옥포읍 논공읍 현풍읍 고령군 성산면 방면 화원옥포 나들목 방면 성화한빛타운아파트 |
| 3         | 화원옥포 나들목 방면 화원고등학교 설화리 방면                                                          |
| 4         | 명곡초등학교 명곡미래빌 3.4단지 명곡지구 입구                                                          |
| 5         | 화남파출소 명곡미래빌 1.2.5단지                                                                        |
| 6         | 화원삼거리방면 달성중학교 화원읍 설화리                                                                |
| 7         | 명곡리 성산리 화원대백맨션 화원태왕타운 한국폴리텍대학교 남대구캠퍼스                                  |
| 8         | 성천교                                                                                                 |

## 승차량 변동
| 역 노선 | 승차 인원 | 승차 인원 | 승차 인원 | 승차 인원 | 승차 인원 |
| 역 노선 | 2016년    | 2017년    | 2018년    | 2019년    | 2020년    |
| ------- | --------- | --------- | --------- | --------- | --------- |
| 1호선   | 4,115     | 4,578     | 4,793     | 4,949     | 3,375     |

## 인접한 역
| 대구 도시철도 1호선 | 대구 도시철도 1호선   | 대구 도시철도 1호선 |
| ------------------- | --------------------- | ------------------- |
| 시·종착역           | ● 대구 도시철도 1호선 | 116 화원 하양 방면  |

## 갤러리

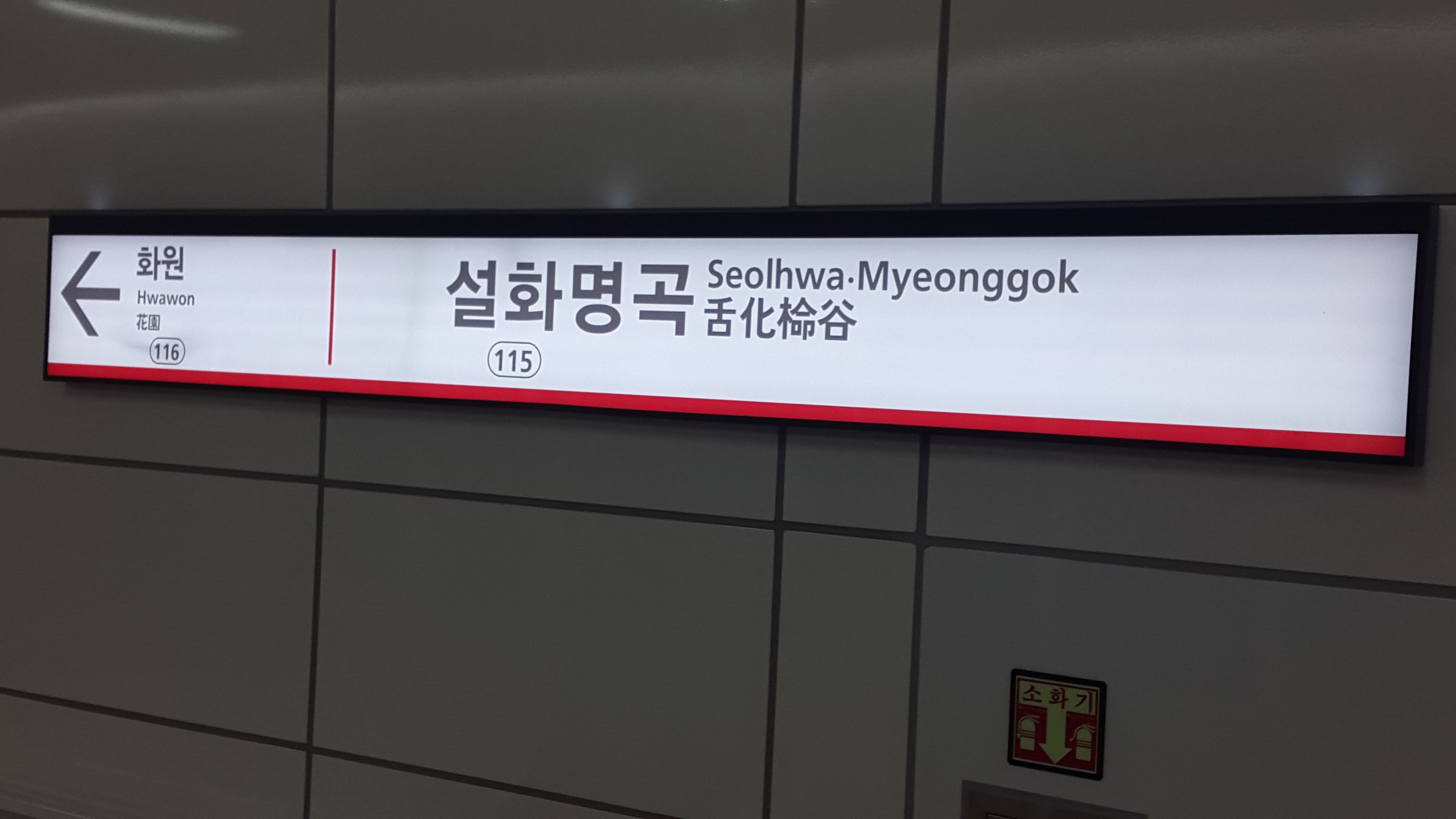
역명판 (안심 방면)
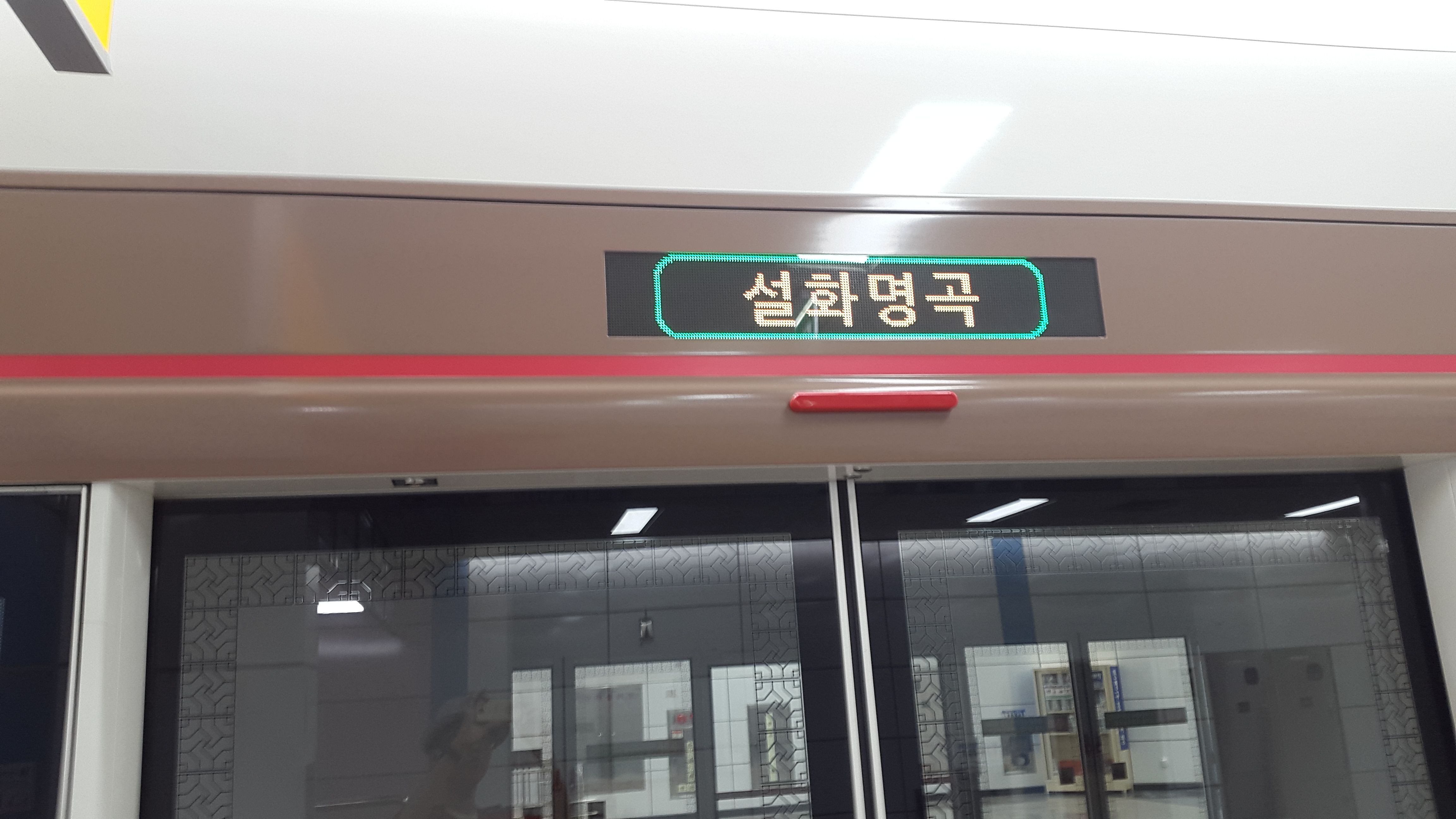
설화명곡역 전자형 스크린도어
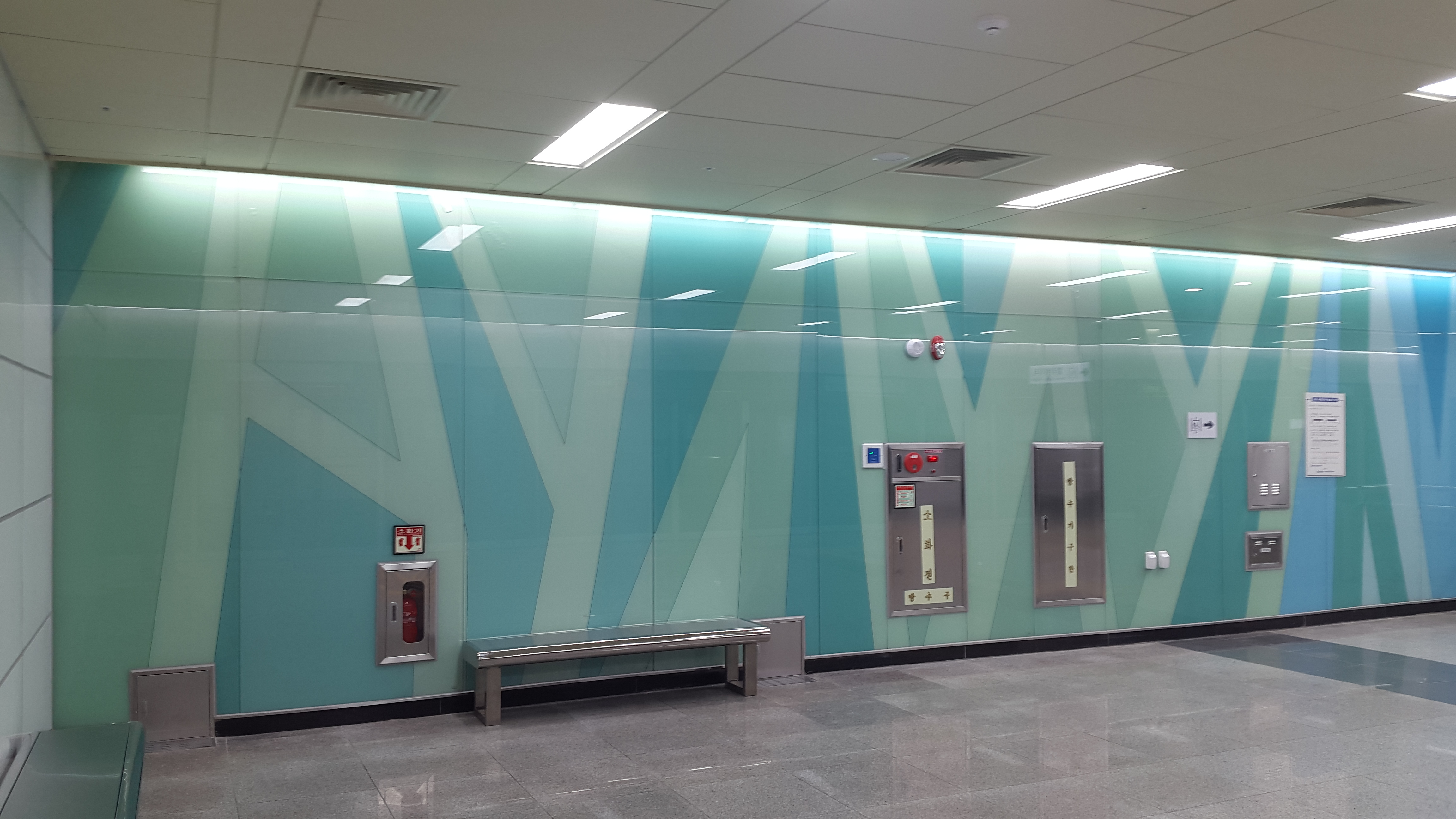
설화명곡역 벽화
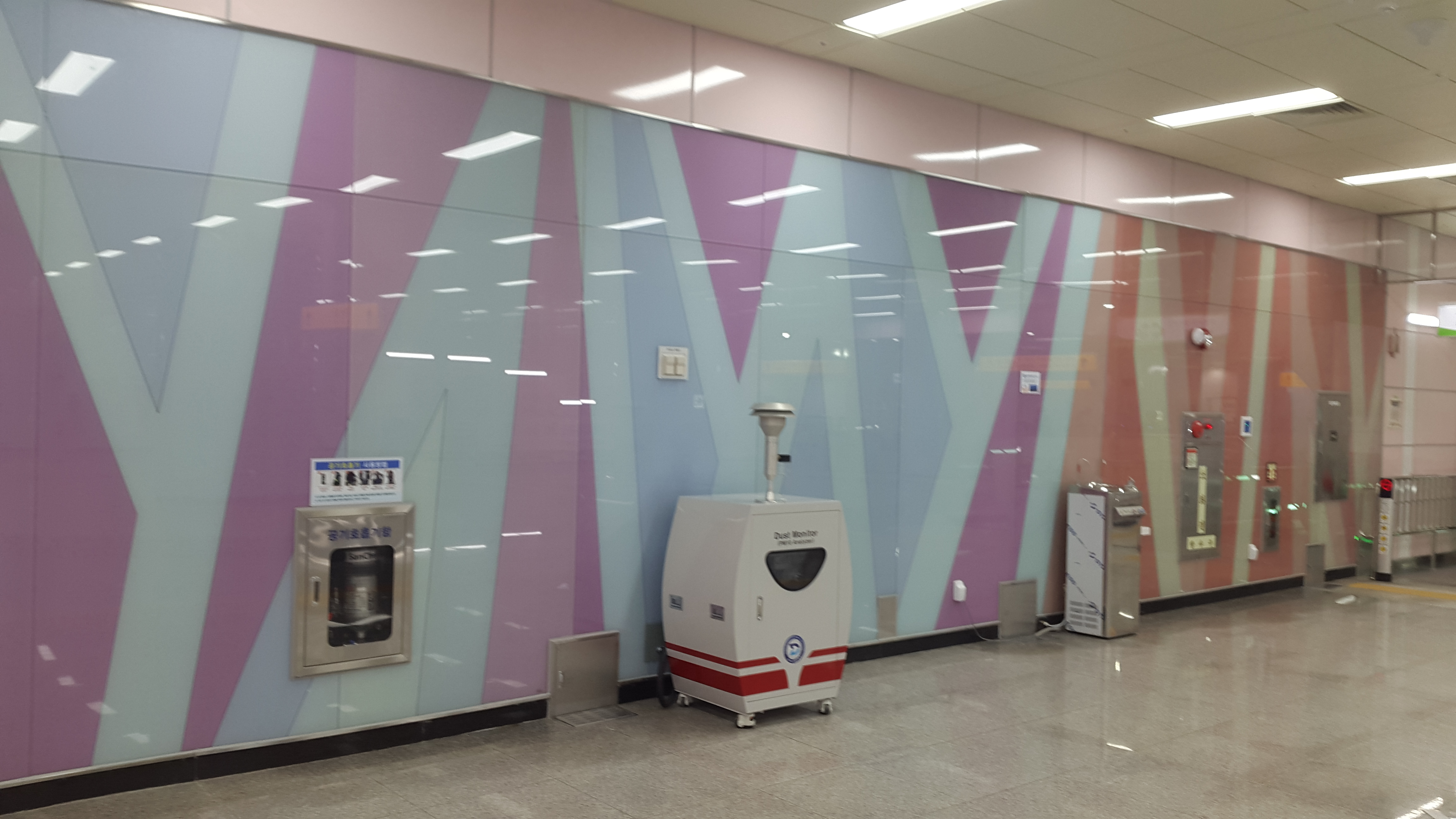
설화명곡역 벽화2
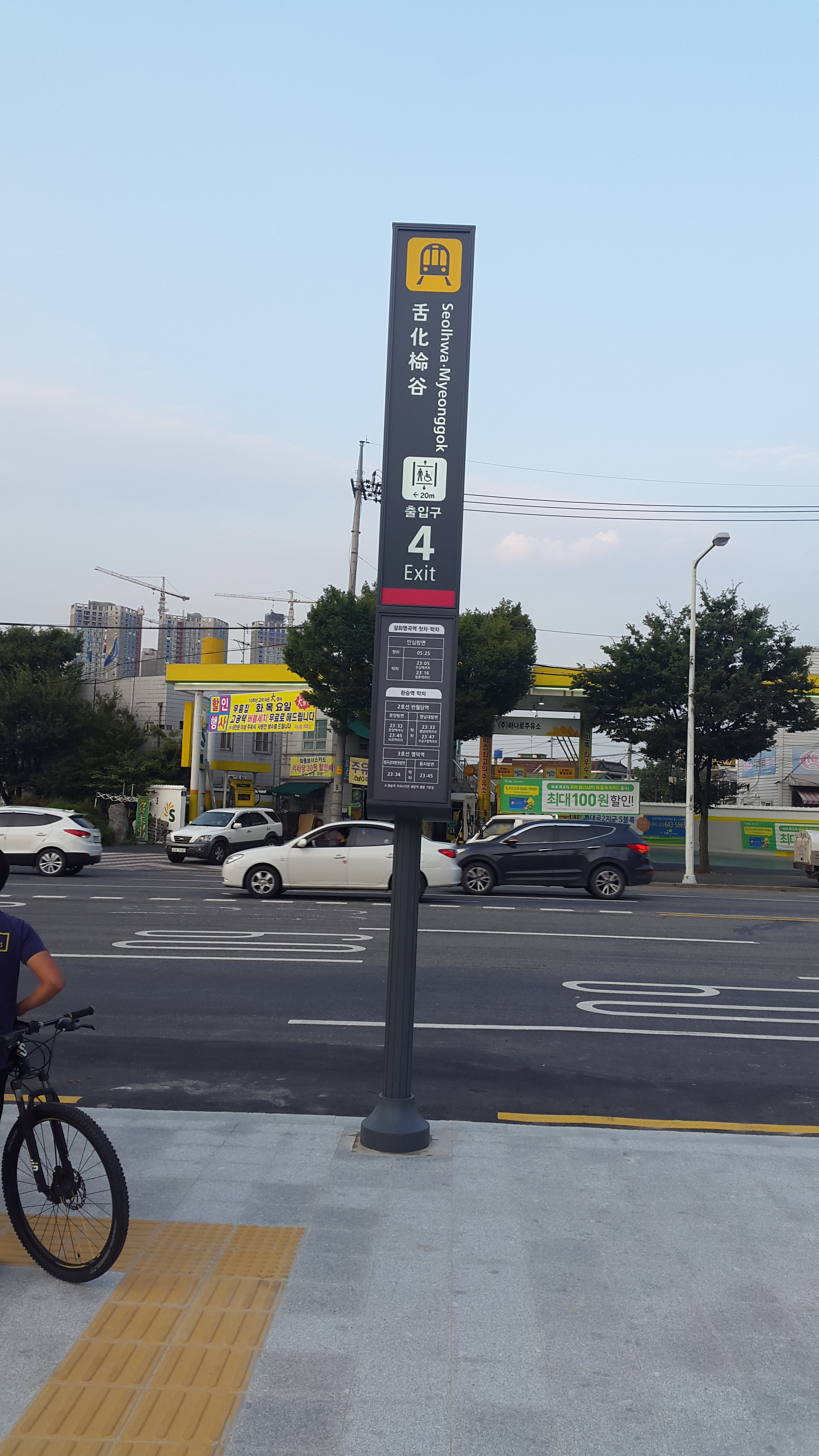
설화명곡역 4번 출구
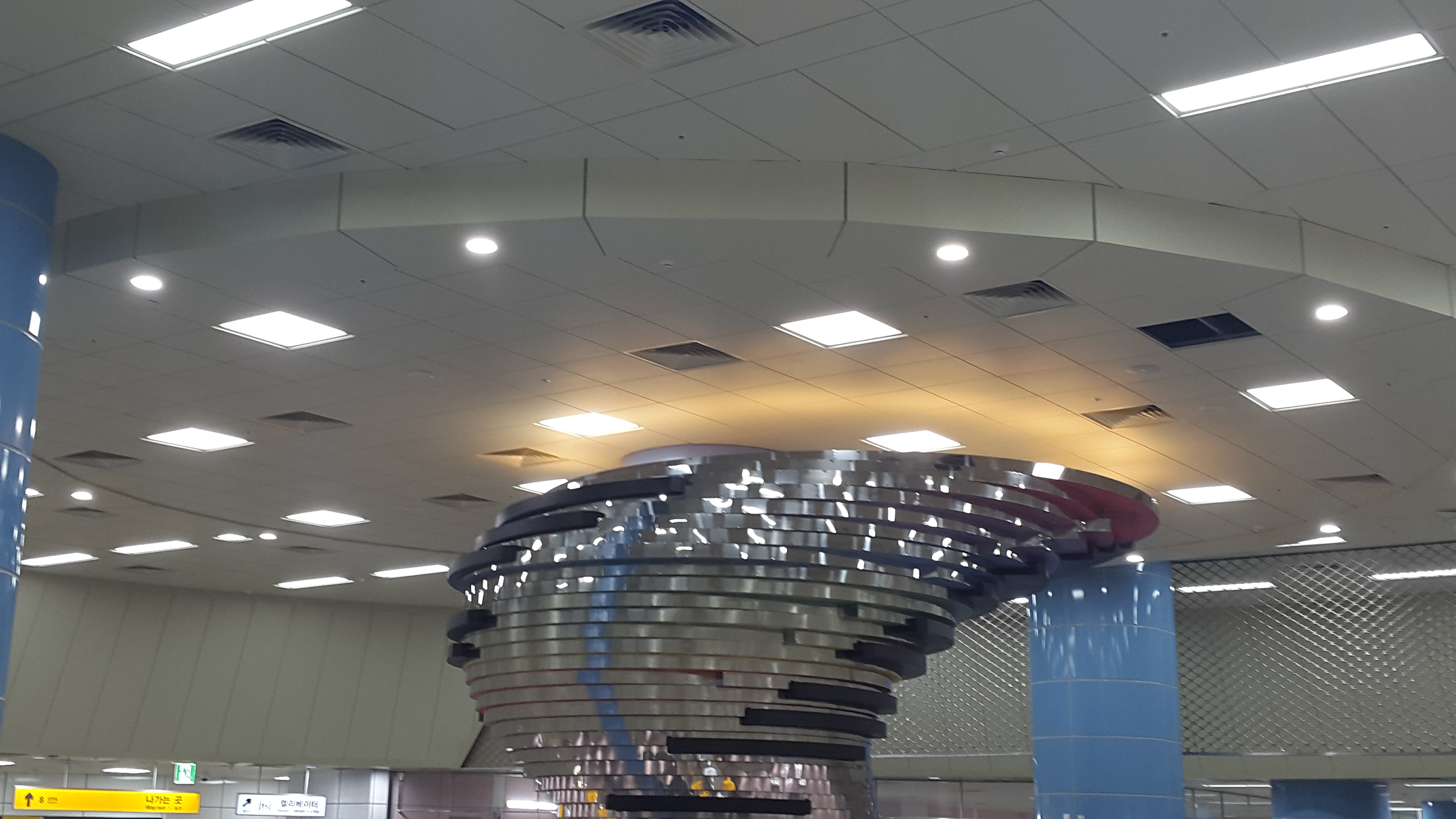
설화명곡역 대합실 기둥
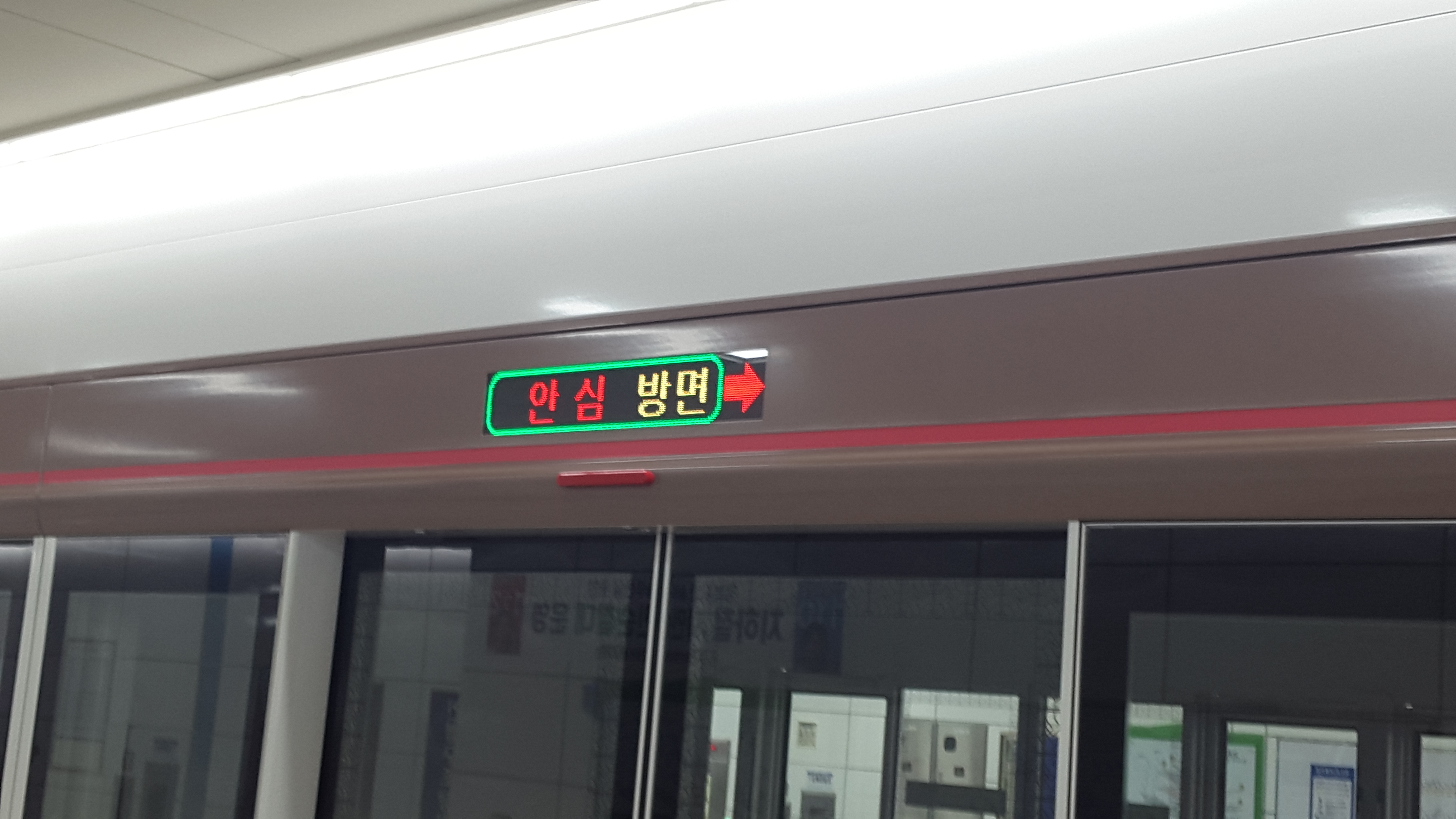
설화명곡역 화원방향 전자형 스크린도어
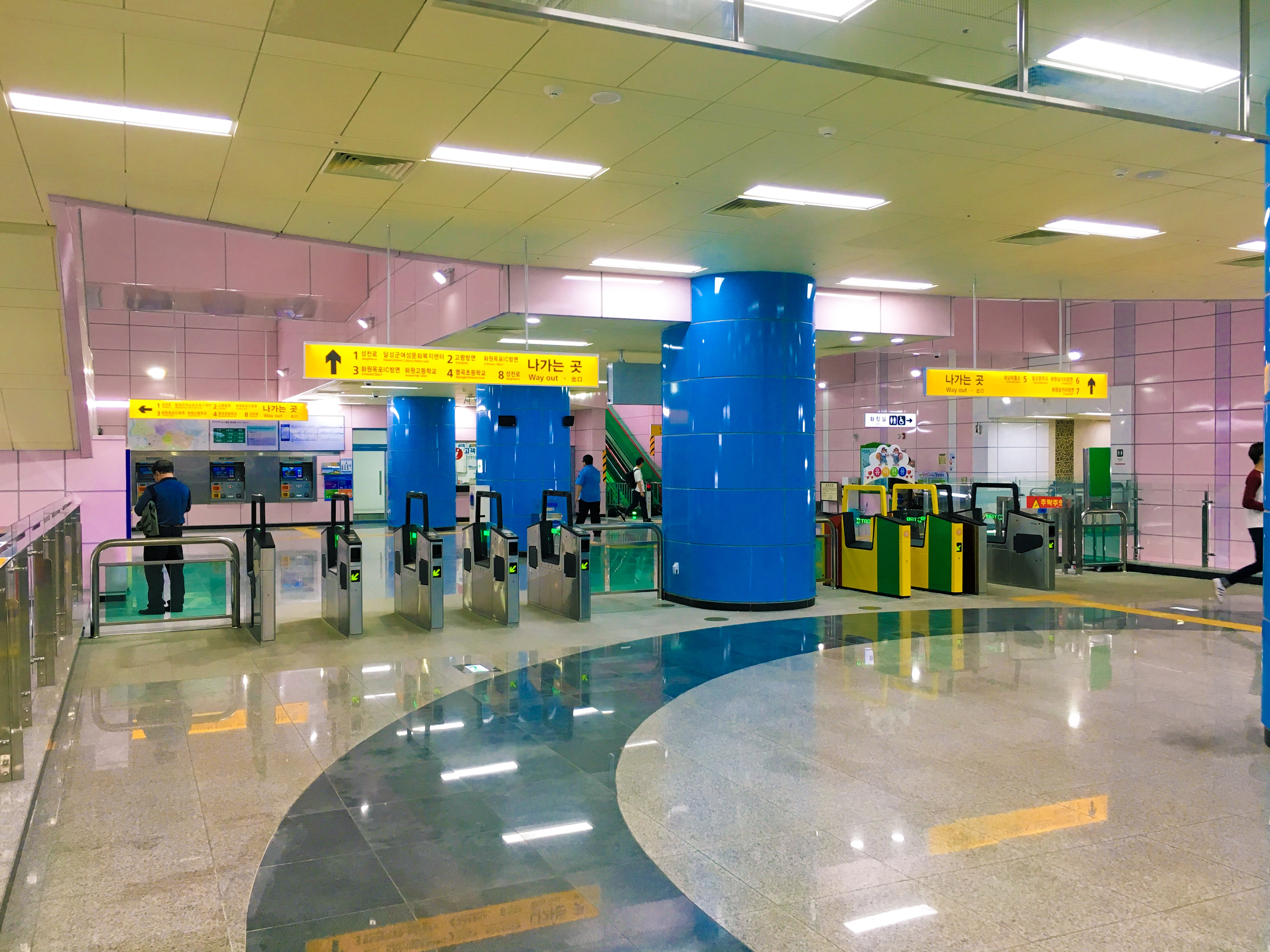
개찰구